# Franciszek Hanek
Franciszek Tadeusz Hanek (ur. 23 lipca 1921 w Mielcu, zm. 7 grudnia 2021 tamże) – polski duchowny rzymskokatolicki.

## Życiorys
Był synem Stanisława i Julii z domu Krużel. Miał liczne rodzeństwo (w tym brata Leona – muzykologa, dyrygenta, profesora i prorektora Akademii Muzycznej im. Karola Lipińskiego we Wrocławiu). W 1939 roku pracował w zakładach lotniczych WSK Mielec, które podczas wojny przejęli Niemcy. Stamtąd wykradał techniczne plany budowy niemieckich samolotów bombowych Heinkla i przekazywał je jako łącznik dowódcom Armii Krajowej. W tym czasie należał też do oddziału partyzanckiego Jędrusie, gdzie pełnił funkcję łącznika i instruktora broni. Był absolwentem Państwowego Gimnazjum i Liceum im. Stanisława Konarskiego w Mielcu, gdzie zdał egzaminy maturalne w 1945 roku.
Przez dwa lata studiował psychologię i filozofię w Katolickim Uniwersytecie Lubelskim, a następnie przeniósł się na teologię do Krakowa. Ukończył studia na Wydziale Teologicznym Uniwersytetu Jagiellońskiego w Krakowie. Święcenia kapłańskie przyjął 3 lub 4 czerwca 1951 roku w kościele pw. Świętego Krzyża we Wrocławiu. Po święceniach w latach 1951–1953 był wikariuszem w jednej z parafii w Bolesławcu, a później krótko w parafii św. Jakuba i św. Krzysztofa na wrocławskim Psim Polu.
Czynnie na poziomie parafii brał udział w tworzeniu się struktur archidiecezji wrocławskiej, powstawaniu nowych parafii i budowy kościołów. W 1953 roku został proboszczem parafii św. Anny w Szewcach. W latach 1956–1971 pełnił funkcję proboszcza w parafii św. Jana Chrzciciela w Łosiowie, a następnie od 1971 do 1996 roku w parafii Podwyższenia Krzyża Świętego w Kostomłotach. W 1996 roku przeszedł na emeryturę i zamieszkał w charakterze rezydenta w parafii św. Mateusza w Mielcu.
W 2021 roku odznaczony Krzyżem Komandorskim Orderu Odrodzenia Polski za wybitne zasługi w działalności społecznej i patriotycznej, za pracę duszpasterską oraz wspieranie polskiego podziemia niepodległościowego w czasie II wojny światowej.
Zmarł 7 grudnia 2021 w Mielcu. 12 grudnia 2021 został pochowany na cmentarzu parafii św. Mateusza w Mielcu.